# Hirnatrophie

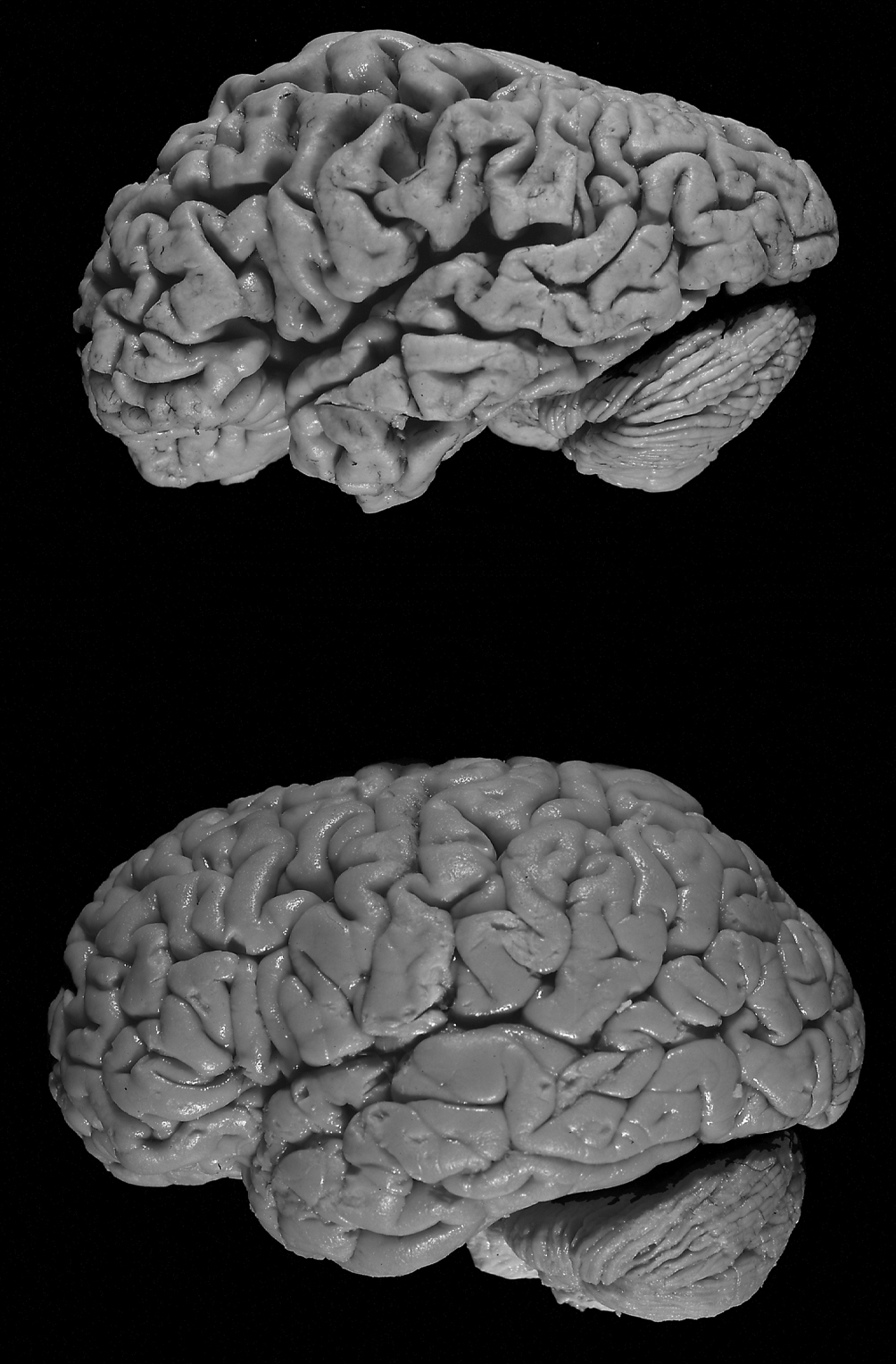
Hirnatrophie mit Betonung der Hirnrinde („kortikale Atrophie“) beim M. Alzheimer, die Furchen (Sulci) erscheinen vertieft und verbreitert, das Gehirn insgesamt verkleinert. Darunter ein gesundes Gehirn.

Als Hirnatrophie (lat. Atrophia cerebri, umgangssprachlich Gehirnschwund) bezeichnet man einen allmählichen Verlust von Hirnsubstanz. In gewissem Umfang ist ein Rückgang von Volumen und Masse des Gehirns mit fortschreitendem Alter normal, man verliert ab dem 20. Lebensjahr etwa 50.000 bis 100.000 Hirnzellen täglich. Nur die über das Altersmaß hinausgehenden Veränderungen werden als Hirnatrophie bezeichnet. Langfristig kann Hirnatrophie zu neurologischen Ausfallerscheinungen und zum fortschreitenden Verlust der kognitiven Leistungsfähigkeit führen. Es gibt aber keinen linearen Zusammenhang zwischen Ausmaß der Atrophie und Leistungsminderung.

## Einteilung
Oft bildet sich vor allem die graue Substanz der Hirnrinde zurück, sie wird in diesem Fall dünner, die Gehirnwindungen (Gyri) verflachen und verplumpen, die Furchen (Sulci) erscheinen dadurch tiefer und breiter. Der Fachausdruck dafür ist kortikale Atrophie.
Wenn eher ein Abbau von weißer Substanz (Marklager) vorliegt, ist dies in der Bildgebung an einer Vergrößerung und Vergröberung des Ventrikelsystems feststellbar. Hier liegt eine subkortikale Atrophie vor.
Neben diffuser Hirnatrophie zeigen einige Demenzformen (Frontotemporale Demenz) eine umschriebene, lokalisierte Atrophie.

## Ursachen
Die Ursachen sind vielfältig. Häufig kommt es im Rahmen primär neurodegenerativer Erkrankungen zum Abbau von Hirnsubstanz. Zu dieser Gruppe gehören die Demenzen vom Alzheimer-Typ, bei der pathophysiologisch eine Ablagerung Amyloid-haltiger Plaques zugrunde liegt, die Lewy-Body-Demenz mit Ablagerung der charakteristischen Lewy-Körper und die Pick-Krankheit, die durch Pick-Einschlusskörper gekennzeichnet ist. Hingegen führen wiederholte kleine Infarkte und Gefäßveränderungen zu einem vorwiegend subkortikalen Substanzverlust (Morbus Binswanger). Bestimmte Stoffwechselerkrankungen (Leukodystrophie) und einige chronische Infektionskrankheiten (Progressive Paralyse) sind als Ursachen selten. Die Hirnatrophie gehört hingegen auch zu den Veränderungen, die bei chronischem Alkoholmissbrauch auftreten (siehe Wernicke-Korsakow-Syndrom). Auch bei fortgeschrittener Multipler Sklerose kann manchmal eine über das Altersmaß hinausgehende Hirnatrophie beobachtet werden.